# Koliai

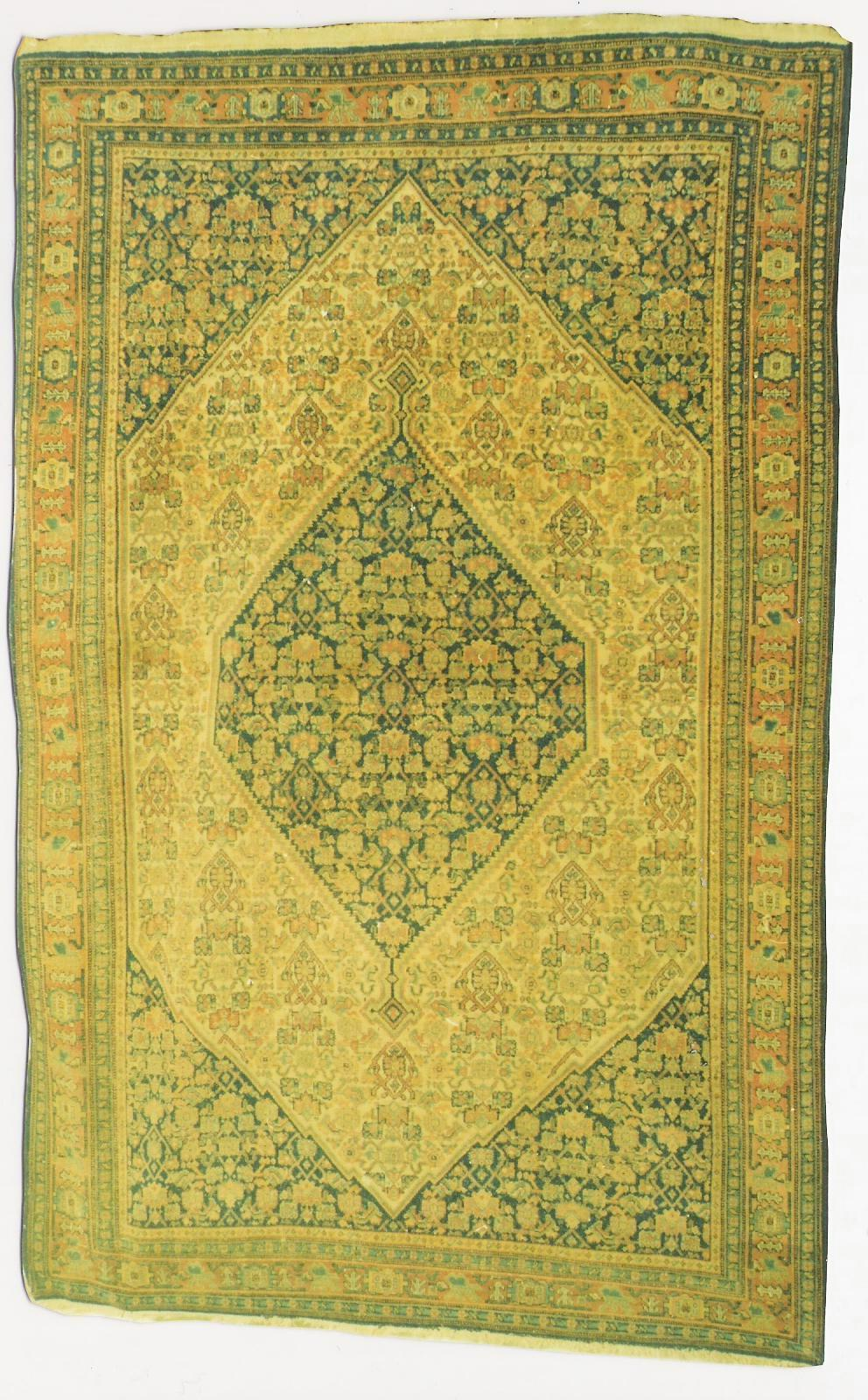
Alter Senneh-Teppich

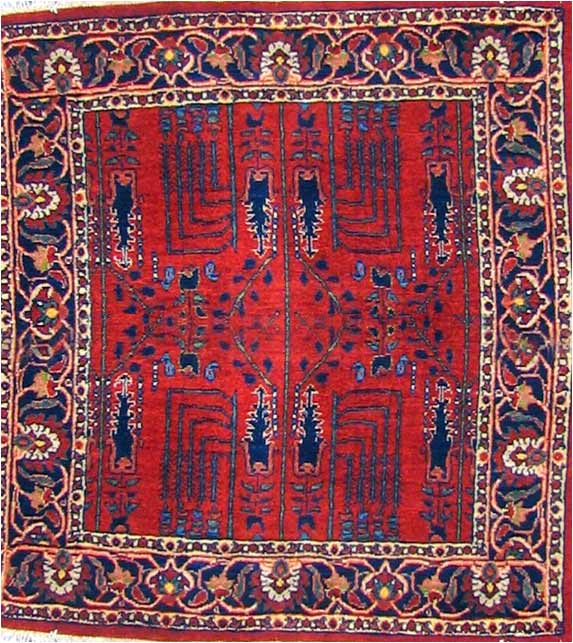
Bidschar-Teppich

Koliai (auch: Koliay, Kolyay, Q(u)liay) ist eine Orientteppich-Provenienz aus Persisch-Kurdistan und damit eine bäuerliche Knüpfung der Kurden West-Persiens. Früher lebten die Kurden Kordestāns als Nomaden, sind mittlerweile aber sesshaft. Sie leben von Ackerbau und Viehzucht. Der Sammelbegriff Koliai fasst sehr unterschiedliche Teppiche der regionalen Landbevölkerung zusammen, insbesondere diejenigen, die in den westlichen Provinzen Kordestān, Zandschan und Kermānschāh zu Hause sind. Gemeinsam ist ihnen, dass sie hochflorig und massiv-voluminös geknüpft sind. Ihre Muster bestehen häufig aus geometrischen Figuren in gedeckten Farben. Auch Muster mit kleinen, diagonalen Rauten sind üblich.

## Teppichqualität
Die Ausführung ist robust. Die schweren, kompakten Teppiche sind verschleißfest. Die klassischen Maße sind 150–160 × 300–330 cm. Es handelt sich mithin um recht schmale Teppiche im Verhältnis zur Länge gesehen. Verwendet wird vornehmlich der symmetrische oder türkische Knoten. Als Grundlage dienen immer wieder Wollgrundgewebe. Ältere Koliai-Teppiche sind zumeist auf Wollkette geknüpft, jüngere dagegen auf Baumwollkette. Beide haben zwei Schussfäden zwischen den Knüpfreihen.
Oft bedienen sich die Hersteller dessinbezogen – unbewusst eklektisch – außerhalb ihrer eigenen Region bei anderen Provenienzen. Ihre Nachahmungen erhalten allerdings einen eigenen Charakter, insbesondere bezüglich der Farbgebungen, die regelmäßig sehr gesättigt wirken.
Die Koliai-Teppiche sind auch bekannt als Songhur. Daneben gibt es Bidschar und Senneh.

## Technische Angaben
Flor: grobe Wolle guter Qualität

Schuss: Baumwollgarn, meist 1 Schussfaden nach jeder Knüpfreihe

Kette: Baumwollgarn

Knoten: symmetrisch

Knüpfdichte: 80.000 – 250.000 Knoten pro Quadratmeter